# Чемпионат Европы по самбо 2021
Чемпионат Европы по самбо 2021 года прошёл 25-29 мая в городе Лимасол (Республика Кипр). Участники не ранее чем за 72 часа до приезда должны были сдать тесты на COVID-19. Чемпионат планировалось провести в «санитарном пузыре», когда участники максимально ограждены от контактов с внешним миром во избежание их заражения.

## Медалисты

### Мужчины
| Весовая категория | Золото                      | Серебро                      | Бронза                                                 |
| ----------------- | --------------------------- | ---------------------------- | ------------------------------------------------------ |
| до 58 кг          | Владимир Гладких · Россия   | Вахтанг Чидрашвили · Грузия  | Владислав Бурдь · Беларусь                             |
| до 64 кг          | Павел Гладких · Беларусь    | Александр Чеботарь · Россия  | Дмитрий Евдошенко · Украина Радослав Марков · Болгария |
| до 71 кг          | Магомед Гаджиев · Россия    | Эмиль Гасанов · Азербайджан  | Роман Труш · Украина Миндиа Лилуашвили · Грузия        |
| до 79 кг          | Аскербий Гербеков · Россия  | Иван Харьков · Болгария      | Леван Нахуцришвили · Грузия Артур Хакобян · Армения    |
| до 88 кг          | Сергей Кирюхин · Россия     | Тимофей Емельянов · Беларусь | Мистрал Янсен · Нидерланды Кристиан Бодирлау · Румыния |
| до 98 кг          | Ярослав Давыдчук · Украина  | Виктор Решко · Латвия        | Энтони Сегард · Франция Давид Лориашвили · Грузия      |
| свыше 98 кг       | Бека Бердзенишвили · Грузия | Андрей Волков · Россия       | Владимир Гажич · Сербия Даниэль Натя · Румыния         |

### Женщины
| Весовая категория | Золото                       | Серебро                       | Бронза                                                |
| ----------------- | ---------------------------- | ----------------------------- | ----------------------------------------------------- |
| до 50 кг          | Мария Буёк · Украина         | Екатерина Долгих · Россия     | Анфиса Капаева · Беларусь Кристина Касас · Испания    |
| до 54 кг          | Кристина Бондарь · Украина   | Алёна Купава · Беларусь       | Елизавета Сыщикова · Россия Ива Иванова · Болгария    |
| до 59 кг          | Татьяна Шуянова · Россия     | Яна Бяханская · Беларусь      | Анда Ванвол · Румыния Лаура Фурнье · Франция          |
| до 65 кг          | Ри Айко · Россия             | Алиса Шлезингер · Израиль     | Даниэла Ждан · Беларусь Юлия Хребеножко · Украина     |
| до 72 кг          | Анастасия Хомячкова · Россия | Нино Одзелашвили · Грузия     | Екатерина Москалёва · Украина Ольга Малейка · Румыния |
| до 80 кг          | Мария Оряшкова · Болгария    | Галина Ковальская · Украина   | Карина Шут · Беларусь Анна Балашова · Россия          |
| свыше 80 кг       | Мария Кондратьева · Россия   | Бьянка-Елена Продан · Румыния | Анастасия Комович · Украина Эвадне Отеро ·            |

### Боевое самбо
| Весовая категория | Золото                       | Серебро                       | Бронза                                                          |
| ----------------- | ---------------------------- | ----------------------------- | --------------------------------------------------------------- |
| до 58 кг          | Ай-Херел Хертек · Россия     | Сергей Шилов · Молдова        | Максимилиан Вало · Франция Армен Мнацаканян · Армения           |
| до 64 кг          | Павел Пантелеев · Россия     | Александр Воропаев · Украина  | Арам Агаджанян · Армения Василий Остапец · Беларусь             |
| до 71 кг          | Тариэль Абасов · Израиль     | Мгер Мержанян · Армения       | Антони Марти Сегара · Испания Наиль Будаков · Россия            |
| до 79 кг          | Владислав Руднев · Украина   | Михаил Николов · Болгария     | Чарли Шмидт · Франция Миндаугас Верзбицкас · Литва              |
| до 88 кг          | Пётр Давыденко · Украина     | Евгений Алексиевич · Беларусь | Хуан Арастей Ходелин · Испания Ремко ван дер Бринк · Нидерланды |
| до 98 кг          | Анатолий Волошинов · Украина | Камен Георгиев · Болгария     | Антуан Нантоис · Франция Теодорос Аукштуолис · Литва            |
| свыше 98 кг       | Сослан Джанаев · Россия      | Размик Тоноян · Армения       |                                                                 |

## Общий медальный зачёт
*   Принимающая страна (Кипр)
| Место           | Страна          | Золото | Серебро | Бронза | Всего |
| --------------- | --------------- | ------ | ------- | ------ | ----- |
| 1               | Россия          | 10     | 3       | 3      | 16    |
| 2               | Украина         | 6      | 3       | 5      | 14    |
| 3               | Беларусь        | 2      | 4       | 5      | 11    |
| 4               | Болгария        | 1      | 3       | 2      | 6     |
| 5               | Грузия          | 1      | 2       | 3      | 6     |
| 6               | Израиль         | 1      | 1       | 0      | 2     |
| 7               | Румыния         | 0      | 1       | 4      | 5     |
| 8               | Армения         | 0      | 1       | 3      | 4     |
| 9               | Латвия          | 0      | 1       | 0      | 1     |
| 9               | Молдова         | 0      | 1       | 0      | 1     |
| 11              | Франция         | 0      | 0       | 5      | 5     |
| 12              | Испания         | 0      | 0       | 4      | 4     |
| 13              | Литва           | 0      | 0       | 2      | 2     |
| 13              | Нидерланды      | 0      | 0       | 2      | 2     |
| 15              | Сербия          | 0      | 0       | 1      | 1     |
| Всего стран: 15 | Всего стран: 15 | 21     | 20      | 39     | 80    |

## Демарш команды Азербайджана
Российский самбист Магомед Гаджиев, выступавший в весовой категории до 71 кг, победил болевым приёмом представителя Азербайджана Эмиля Гасанова. Последний не согласился с решением судей и настаивал на продолжении поединка. Своего спортсмена поддержали представители тренерского штаба и другие члены сборной Азербайджана. В результате дебатов команда Азербайджана была дисквалифицирована, а результаты её выступления аннулированы.